# Anacleto Canabal 3.ª Sección (Constitución)
Anacleto Canabal 3.ª Sección (Constitución) es una localidad del municipio de Centro ubicado en la subregión centro del estado mexicano de Tabasco.

## Geografía
La localidad deAnacleto Canabal 3.ª Sección (Constitución) se sitúa en las coordenadas geográficas 18°00′14″N 92°58′34″O / 18.003889, -92.976111, a una elevación de 7 metros sobre el nivel del mar.

## Demografía
Según el Conteo de Población y Vivienda 2020, efectuado por el Instituto Nacional de Estadística y Geografía, la localidad de Anacleto Canabal 3.ª Sección (Constitución) tiene 2,361 habitantes, de los cuales 1,166 son del sexo masculino y 1,195 del sexo femenino. Su tasa de fecundidad es de 2.1 hijos por mujer y tiene 631 viviendas particulares habitadas.
| Gráfica de evolución demográfica de Anacleto Canabal 3.ª Sección (Constitución) entre 1990 y 2020 |
|                                                                                                   |
| INEGI.                                                                                            |